# 尼维斯岛议会
尼维斯岛议会（英語：Nevis Island Assembly）是尼维斯的立法机关，成立于1983年，设于查尔斯敦。议会实行一院制。议会有8名议员，其中5名由直接选举产生，3名由任命产生。每届议会任期5年。现任议会主席是法雷尔·史密森。